# Koninkrijk der Beide Siciliën
Het koninkrijk der Beide Siciliën (Italiaans: Regno delle Due Sicilie, informeel ook koninkrijk Napels), was een groot en rijk vorstendom op een deel van het grondgebied dat nu Italië is, voor de oprichting van het koninkrijk Italië in de periode van de Risorgimento. Het werd gevormd uit een unie van het koninkrijk Sicilië en het koninkrijk Napels in 1816 en duurde tot 1860, toen het werd geannexeerd door het koninkrijk Sardinië, waaruit het koninkrijk Italië voortkwam in 1861. De hoofdstad was Napels. Het koninkrijk strekte zich uit over de Mezzogiorno, het zuidelijke deel van het Appenijns Schiereiland met het eiland Sicilië.

## Naam
De naam Beide Siciliën is ontstaan uit de verdeling van het middeleeuwse koninkrijk Sicilië. Tot 1285 waren het eiland Sicilië en de Mezzogiorno beide deel van het koninkrijk Sicilië. Als gevolg van de Oorlog van de Siciliaanse Vespers en de Vrede van Caltabellotta (1302) verloor de koning van Sicilië het eiland Sicilië aan de Kroon van Aragon. De koning van Sicilië/Napels bleef koning over het zuidelijk deel van het schiereiland dat tot het koninkrijk hoorde. Hoewel zijn territorium bekend werd als het koninkrijk Napels gaven hij en zijn opvolgers de titel van koning van Sicilië nooit op en bleven ze verwijzen naar hun koninkrijk als het koninkrijk Sicilië. Op hetzelfde moment noemden de heersers van Aragon van het eiland Sicilië hun koninkrijk het koninkrijk Sicilië. Dus waren er formeel twee vorsten die het grondgebied "Sicilië" noemden: vandaar de Beide Siciliën.

## Geschiedenis
Het eerste koninkrijk der Beide Siciliën ontstond in 1442 toen koning Alfons V van Aragón en Sicilië Napels veroverde en zichzelf uitriep tot koning der Beide Siciliën. Na zijn dood in 1458 werd het rijk echter weer opgedeeld. Napels kwam toe aan zijn bastaardzoon Ferdinand I en de rest aan zijn broer Johan II. In de periode van 1504 tot 1713 waren de Siciliën een onderkoninkrijk van Spanje.
Na in korte tijd een aantal keer van eigenaar veranderd te zijn kwamen de twee koninkrijken in handen van het huis Bourbon. Toen koning Ferdinand IV van Napels (tevens Ferdinand III van Sicilië) na de napoleontische bezetting in 1816 de macht weer in handen kreeg voegde hij zijn koninkrijken samen tot het nieuwe koninkrijk der Beide Siciliën, daar hij de titel koning van Napels besmet achtte nadat deze door de herbergierszoon Joachim Murat was bezet geweest. Hij noemde zich nu Ferdinand I.
De Sicilianen en de paus protesteerden tegen de verandering. De paus zag dat zijn theoretische suzereiniteit (opperleenheerschap) werd genegeerd en de inwoners van Sicilië zagen hun autonomie verloren gaan. Een door de Carbonari georganiseerde volksopstand in 1820 dwong Ferdinand een grondwet aan te nemen, maar na het Congres van Laibach in 1821 kreeg hij zijn absolute macht weer terug.
Tijdens het revolutiejaar 1848 werd op Sicilië een onafhankelijk koninkrijk Sicilië uitgeroepen, los van Napels. In 1849 heroverden de Napolitanen het eiland.
Ferdinand en zijn opvolgers zouden op despotische wijze blijven regeren tot 1860, toen een opstand geleid door Giuseppe Garibaldi en gesteund door het koninkrijk Sardinië een einde maakte aan de heerschappij van koning Frans II. In 1860 hield Garibaldi een feestelijke intrede in Napels, hoofdstad van het koninkrijk. In 1861 viel Frans' laatste fort Gaeta. Zijn rijk werd samengevoegd met Sardinië en vormde het nieuwe koninkrijk Italië. Victor Emanuel II van Sardinië werd de eerste koning van het verenigde Italië.

## Koningen der Beide Siciliën
| Nr. | Koning | Koning             | Periode                           | Getrouwd met |
| --- | ------ | ------------------ | --------------------------------- | --- |
| 1   |        | Ferdinand I        | 12 december 1816 - 4 januari 1825 | Hij huwde met aartshertogin Maria Carolina van Oostenrijk, na haar dood trouwde hij met het burgermeisje Lucia Migliaccio.                            |
| 2   |        | Frans I            | 4 januari 1825 - 8 november 1830  | Hij trouwde met infante Maria Isabella van Spanje. |
| 3   |        | Ferdinand II Bomba | 8 november 1830 - 22 mei 1859     | Hij was eerst getrouwd met Maria Christina van Savoie, na haar dood trouwde hij met Theresia van Oostenrijk.                                          |
| 4   |        | Frans II           | 22 mei 1859 - 20 maart 1861       | Hij huwde met de jongere zuster van keizerin Elisabeth van Oostenrijk-Hongarije, Marie Sophie Amalie in Beieren. Hij werd in 1861 afgezet als koning. |

## Pretendenten
Het huis Bourbon-Sicilië bestaat nog steeds. Na de dood van Frans II in 1894 werden hoofd van het huis en pretendent voor het koninkrijk der Beide Siciliën:
- Alfons, hertog van Caserta, jongere broer van Frans II, overleden in 1934
- Ferdinand, hertog van Calabrië, zoon van Alfons, overleden in 1960.

Na de dood van prins Ferdinando Pio zonder mannelijke erfgenaam, ontstond er ruzie over wie hoofd van de familie zou worden. 
Ferdinands jongere broer Carlo had vanwege zijn huwelijk met Maria de las Mercedes, de oudste zus van koning Alfons XIII van Spanje, door middel van de zogenaamde Akte van Cannes op 14 december 1900, afstand gedaan van de troonrechten voor hem en voor zijn nakomelingen. Prins Alfonso, de zoon van prins Carlo, was na de dood van Ferdinand de senior van de koninklijke familie van Bourbon-Sicilië. In 1960 werd hij uitgeroepen tot hoofd van de familie en werd hierin erkend door de troonpretendenten van Spanje, Parma, Portugal en Frankrijk. Prins Alfonso nam de titel 'hertog van Calabrië' aan. In 1964 werd prins Alfonso opgevolgd door zijn zoon prins Carlos.
De rest van de familie Bourbon-Sicilië verwierp echter de claim van prins Alfonso en erkende Ferdinands andere jongere broer, prins Rainiri als hoofd van de familie. Prins Rainiri nam de titel 'Hertog van Castro' aan. In 1966 werd hij opgevolgd door zijn zoon prins Ferdinand. Sinds 2009 is het (Castro-) familiehoofd prins Carlo, (geboren 24 februari 1963). 
Daarnaast voert ook de huidige Spaanse koning Felipe VI nog steeds de titel koning der beide Siciliën.